# 高翔 (小提琴)
高翔（？—），福州平潭人，中国小提琴家。他是第一位相继被被美国总统杰拉尔德·福特和比尔·克林顿接见的中国小提琴家。

## 生平
出生在音乐世家，祖父是语言学家高名凯，1983年考取北京中央音乐学院，1991年考取密歇根大学。1995年开始演奏生涯。曾与俄国圣彼得堡爱乐团，捷克爱乐乐团，瑞典国家交响乐团，爱沙尼亚国家交响乐团，萨尔瓦多国家交响乐团等交响乐团合作。目前还担任特拉华大学教师。

## 评价
他被《纽约时报》“罕见的灵魂小提琴家”。美籍爱沙尼亚作曲家尼姆·杰瑞评价其可以和约夏·贝尔和郎朗相媲美。